# Тур Лангкави
Тур Лангкави (фр. Tour de Langkawi) — шоссейная многодневная велогонка, c 1996 года ежегодно проходящая на острове Лангкави в Малайзии. Гонка санкционирована UCI и проходит в рамках UCI Asia Tour под категорией 2.HC.

## История
Тур Лангкави был задуман бывшим премьер-министром Малайзии Махатхиром бин Мохамадом, который стремился сделать рекламу страны на «карте мирового спорта и туризма». Первая гонка, которая состояла из 10 этапов без дня отдыха, была проведена в 1996 году. На тот момент это была самая бюджетная велогонка в Азии с общим призовым фондом в 1.1 млн. малайзийских ринггитов.
В 1997 году команды «Mapei-GB» и «MG Maglificio» из Италии и команда «Casino-Ag2r Prévoyance» из Франции отказались стартовать на втором этапе гонки в знак протеста против длительных задержек с доставкой их велосипедов и багажа, вызванных недостаточным количеством грузовых обработчиков в провинциальных аэропортах штатов Сабах и Саравак. Организаторы официально отменили второй этап, хотя была проведена неофициальная сокращённая версия. С тех пор гонка никогда не посещала названные штаты.
В 2003 и 2006 годах заключительный этап гонки был отменён из-за сильного дождя.
На первом этапе в 2004 году полиция по ошибке допустила транспорт на гоночный маршрут. По взаимному решению гонщиков этап был нейтрализован.
В 2008 году в маршруте гонки был запланирован этап с подъёмом на Гентинг-Хайлендс. Однако, из-за того, что 150 000 посетителей планировали отпраздновать китайский Новый год в курортной зоне Гентинг-Хайлендс, чиновники поняли, что не смогут закрыть дороги вдоль маршрута и обеспечить безопасность гонщиков и зрителей. В результате Гентинг-Хайлендс был заменён подъёмом Фрейзер-Хилл. В 2009 году подъём на Гентинг-Хайлендс снова вернулся в маршрут многодневки.

## Призёры
| Год  | Победитель                 | Второй               | Третий               |         |
| ---- | -------------------------- | -------------------- | -------------------- | ------- |
| 1996 | Демьян Макдональд          | Крис Ньютон          | Бретт Деннис         |         |
| 1997 | Лука Шинто                 | Йенс Фогт            | Альберто Элли        |         |
| 1998 | Габриэле Миссалья          | Джулиано Фигерас     | Никлас Аксельссон    |         |
| 1999 | Паоло Ланфранки            | Сергей Иванов        | Аллан Якуоне         |         |
| 2000 | Крис Хорнер                | Хулио Альберто Перес | Фортунато Бальяни    |         |
| 2001 | Паоло Ланфранки            | Паоло Беттини        | Крис Уэрри           |         |
| 2002 | Эрнан Дарио Муньос         | Роберт Хантер        | Дэвид Джордж         |         |
| 2003 | Том Дэниэлсон              | Эрнан Дарио Муньос   | Фреди Гонсалес       |         |
| 2004 | Фреди Гонсалес             | Райан Кокс           | Дэйв Брюландс        |         |
| 2005 | Райан Кокс                 | Хосе Рухано          | Тиаан Каннемейер     |         |
| 2006 | Дэвид Джордж               | Франческо Беллотти   | Габриэле Миссалья    |         |
| 2007 | Антони Шарту               | Хосе Серпа           | Вальтер Педраса      |         |
| 2008 | Руслан Иванов              | Маттьё Шприк         | Густаво Сезар Велосо |         |
| 2009 | Хосе Серпа                 | Джей Кроуфорд        | Джексон Родригес     |         |
| 2010 | Хосе Рухано                | Gong Hyo-suk         | Хоссейн Аскари       |         |
| 2011 | Джонатан Монсальве         | Либардо Ниньо        | Эмануэль Селла       |         |
| 2012 | Хосе Серпа                 | Хосе Рухано          | Виктор Нино          |         |
| 2013 | Хулиан Арредондо           | Питер Венинг         | Серджио Пардилья     |         |
| 2014 | Самад Паурсеиди            | Мерхави Кудус        | Исаак Боливар        |         |
| 2015 | Юсеф Региги                | Валерио Аньоли       | Себастьян Энао       |         |
| 2016 | Рейнардт Янсе ван Ренсбург | Даниэль Харамильо    | Мигель Анхель Лопес  |         |
| 2017 | Райан Гиббонс              | Камерон Бэйли        | Альберто Чеччин      |         |
| 2018 | Артём Овечкин              | Лукаш Овсян          | Бенжамин Дибал       |         |
| 2019 | Бенжамин Дибал             | Киган Суирбул        | Вадим Пронский       |         |
| 2020 | Данило Челано              | Евгений Фёдоров      | Артём Овечкин        |         |
| 2021 | отменён                    | отменён              | отменён              | отменён |
| 2022 | Иван Рамиро Соса           | Хью Карти            | Торстен Трэен        |         |
| 2023 | Саймон Карр                | Александр Сепеда     | Пабло Кастрильо      |         |
| 2024 | Макс Пул                   | Thomas Pesenti       | Unai Iribar          |         |

- В 2011 году второе место занял колумбиец Либардо Ниньо, но позднее он был дисквалифицирован UCI за применение допинга, а его результат был аннулирован. Перераспределения мест не производилось.

## Рекорд побед

### По странам
| Побед | Страна                                    |
| ----- | ----------------------------------------- |
| 5     | Колумбия                                  |
| 4     | Италия · ЮАР                              |
| 2     | США · Венесуэла · Австралия               |
| 1     | Франция · Молдова · Иран · Алжир · Россия |